# Romanische Forschungen
Die Romanischen Forschungen, die 1883 von Karl Vollmöller gegründet wurden, gehören zu den ältesten und traditionsreichsten wissenschaftlichen Publikationsorganen der Romanistik. Im Jahr 2025 erschien der 137. Band.
Die Zeitschrift, die heute von Martin Becker (Köln) und Cornelia Ruhe (Mannheim) herausgegeben wird, erscheint als Vierteljahrsschrift im Frankfurter Verlag Vittorio Klostermann. Das Themenspektrum umfasst die gesamte romanistische Sprach- und Literaturwissenschaft. Einen Schwerpunkt bilden Beiträge zum Französischen, Italienischen und Spanischen. Doch werden auch andere romanische Sprachen und Literaturen berücksichtigt. Die Romanischen Forschungen publizieren Originalarbeiten, die von einem internationalen wissenschaftlichen Beirat begutachtet werden (peer review), und Rezensionen. Publikationssprachen sind die romanischen Literatursprachen, das Deutsche und das Englische. 
Die Romanischen Forschungen, die inzwischen auch im Internet verfügbar sind, gehören seit ihrer Gründung zu den führenden sprach- und literaturwissenschaftlichen Zeitschriften der Romanistik. Sie sind weltweit verbreitet und werden von Romanisten aus zahlreichen Ländern als Publikationsorgan genutzt.
Die Zeitschrift wird ergänzt durch die von Fritz Schalk begründete Buchreihe Analecta Romanica.